# Alejandro Guillier
Alejandro Guillier, né le 5 mars 1953 à La Serena, est un sociologue, journaliste et  homme politique chilien. Il est sénateur de 2014 à 2022 et candidat de la coalition de gauche Nouvelle Majorité à l'élection présidentielle de 2017 pour laquelle il est qualifié pour le second tour.

## Biographie

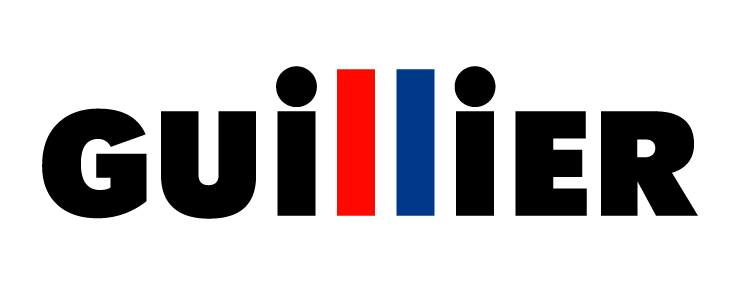
Logo de sa campagne présidentielle.

Il est sociologue et journaliste de profession tout en étant franc-maçon.
Il est élu sénateur le 17 novembre 2013 pour le 2e district d'Antofagasta. Il siège à la chambre haute du 11 mars 2014 au 11 mars 2022.
Il est désigné candidat de la Nouvelle majorité pour le Chili en vue de l'élection présidentielle de 2017 lors d'une primaire. Il fait équipe avec Jaime Parade. Il défend le bilan de la présidente sortante, Michelle Bachelet. Confronté aux  divisions de la gauche, il est battu au second tour par l'ancien président de droite Sebastián Piñera,.